# Монреальський музей авіації
Монреальський музей авіації (фр. Museé de L'Aviation de Montréal, англ. Montreal Aviation Museum) — авіамузей у місті Сент-Анн-де-Бельвю, у провінції Квебек, Канада.

## Галерея

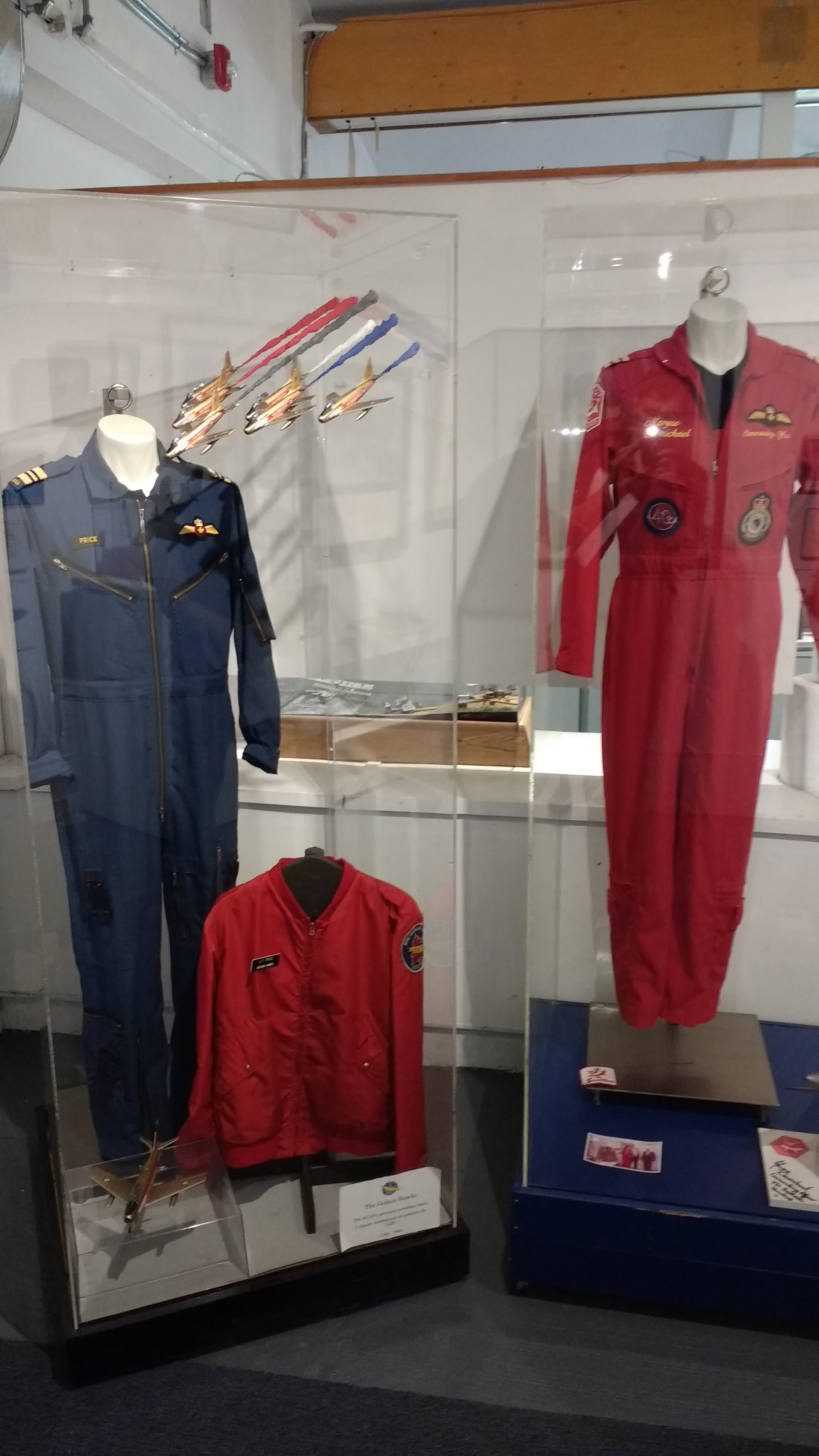
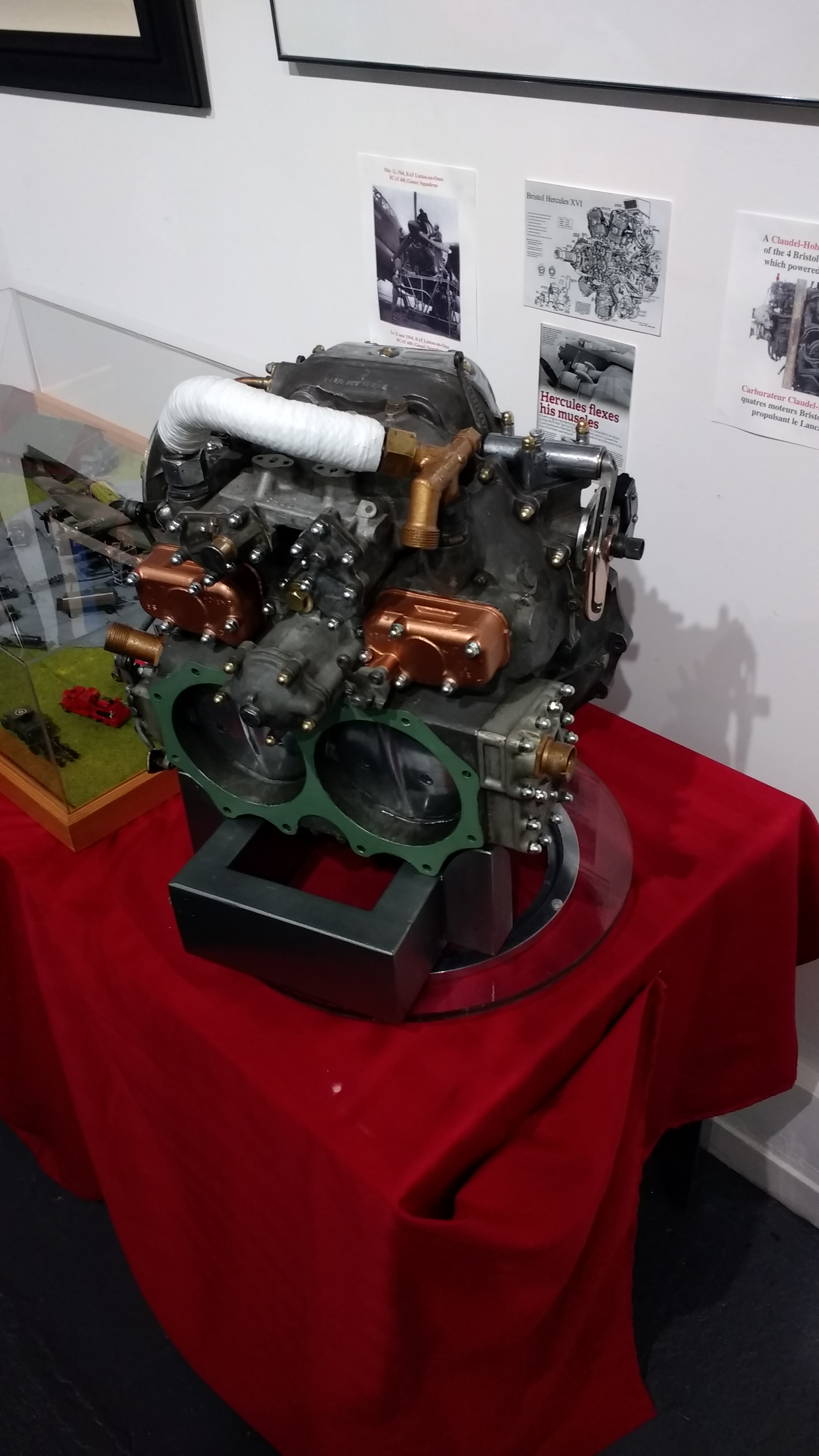
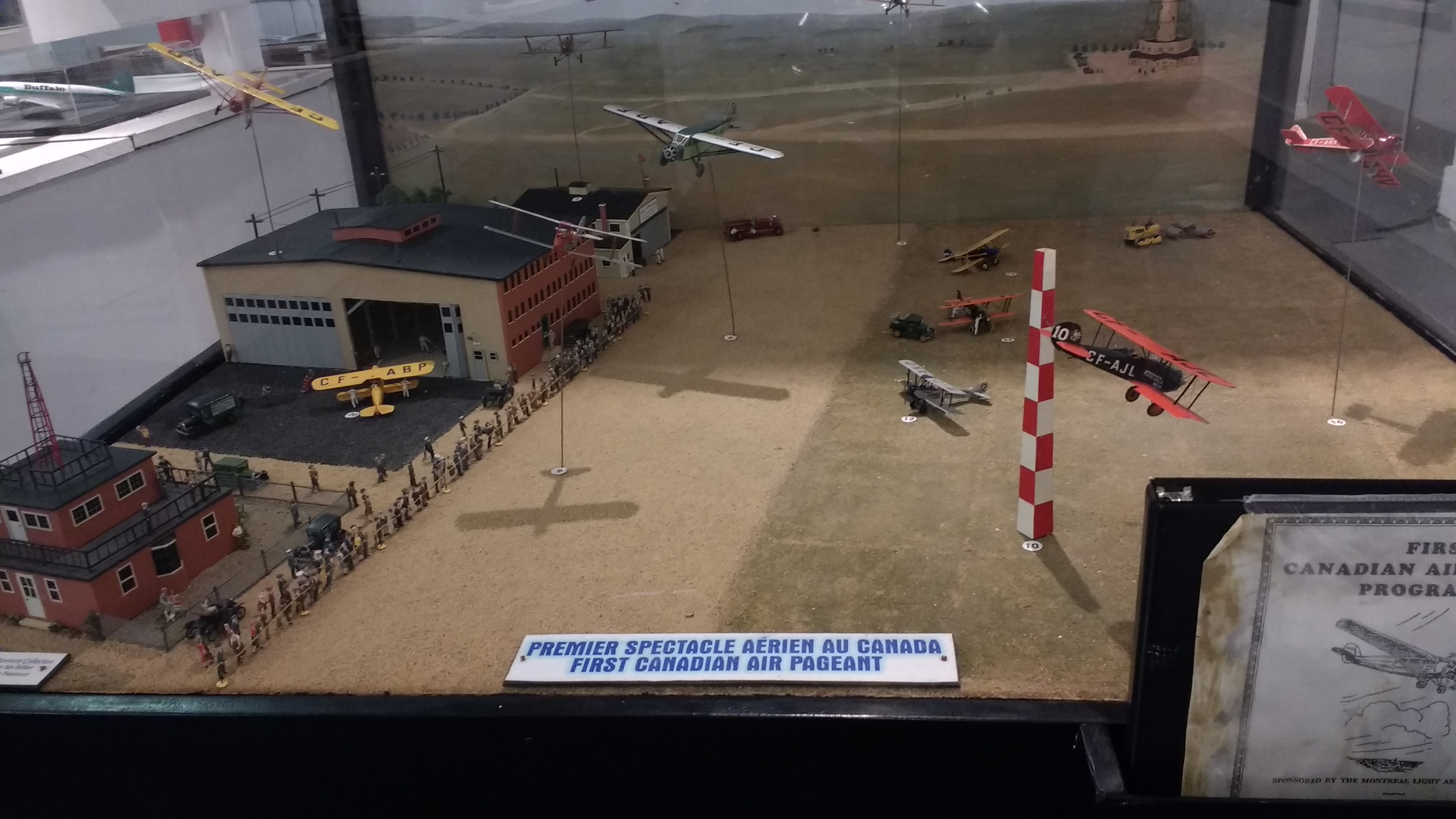
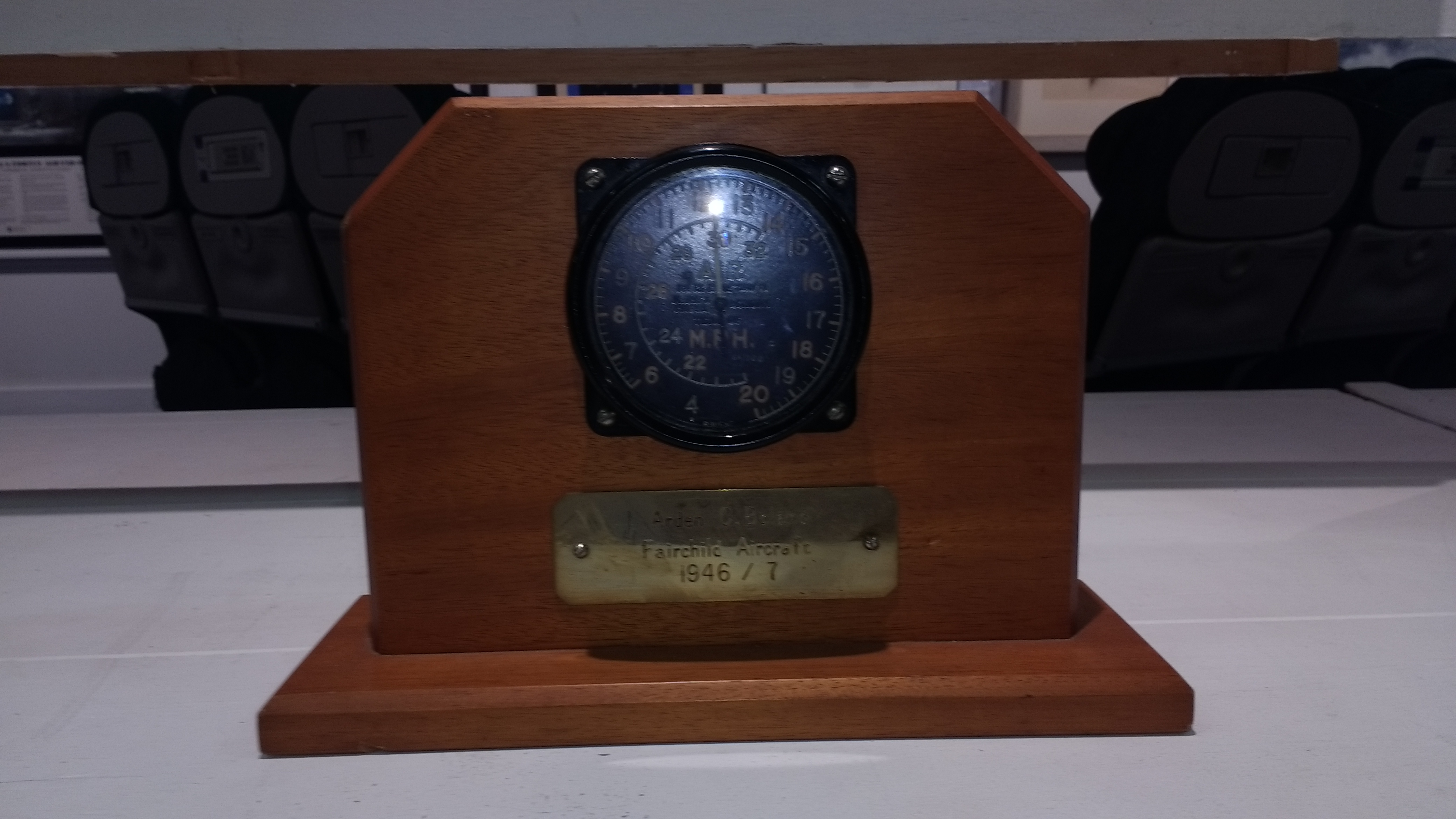
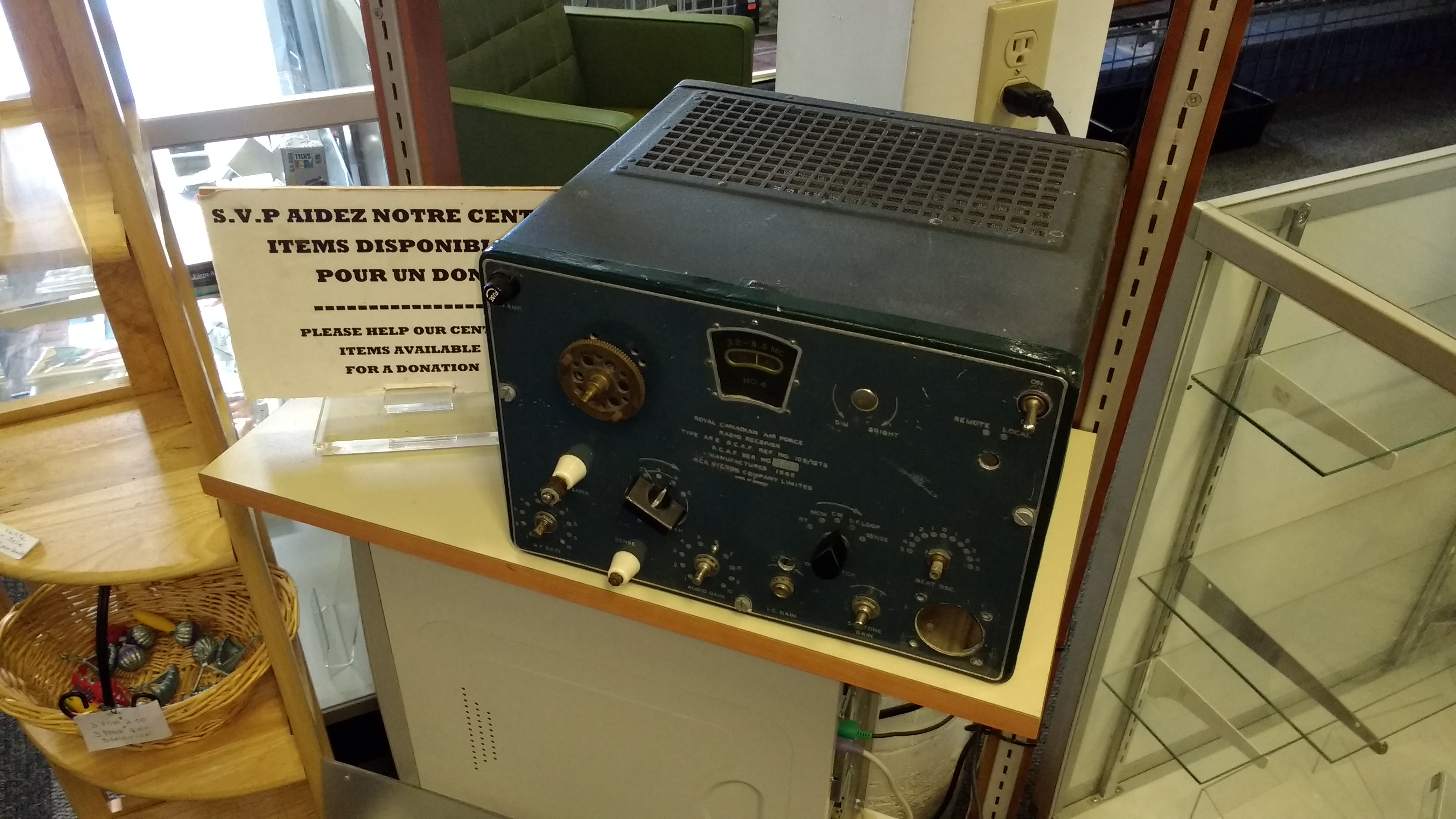
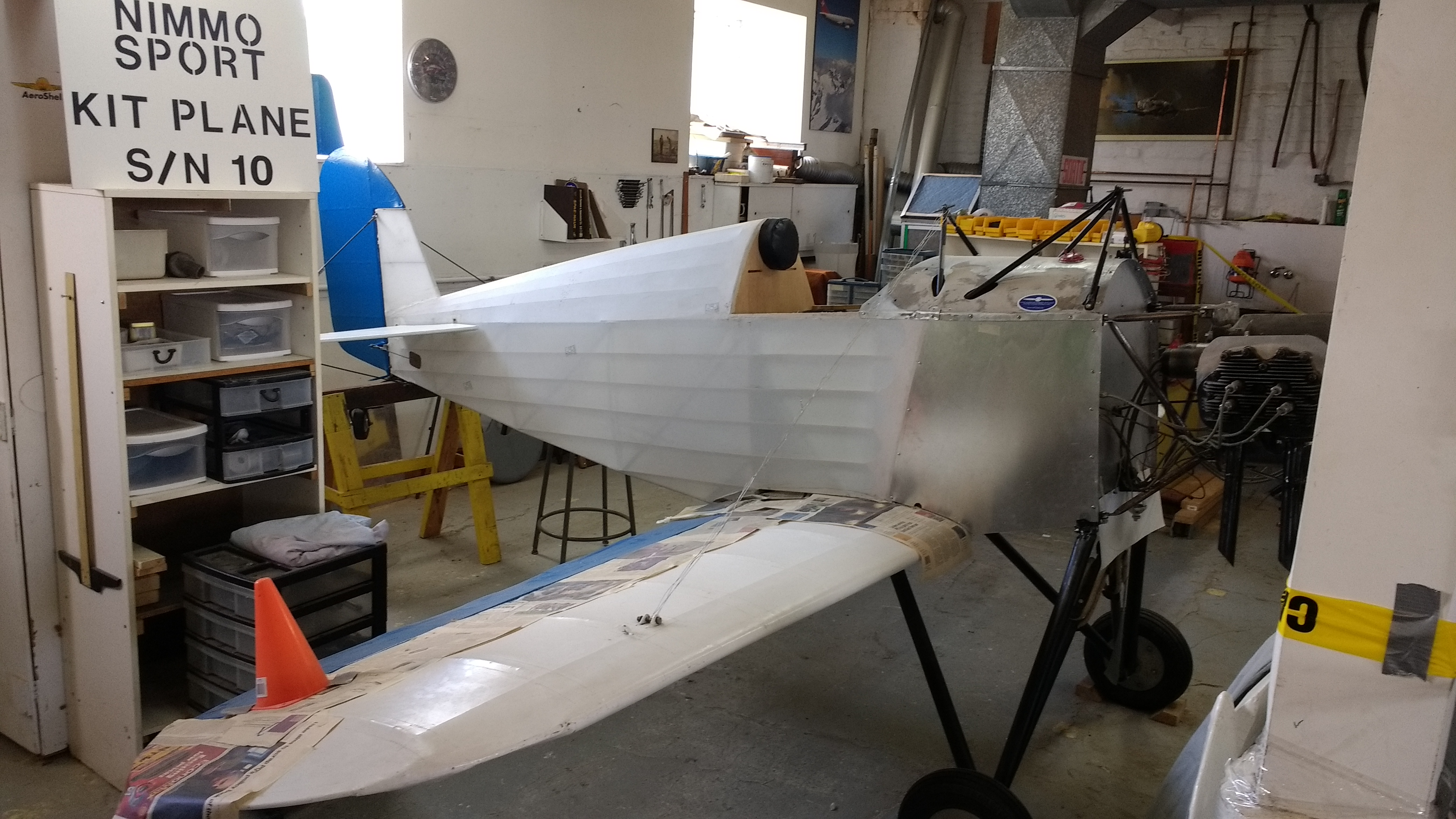
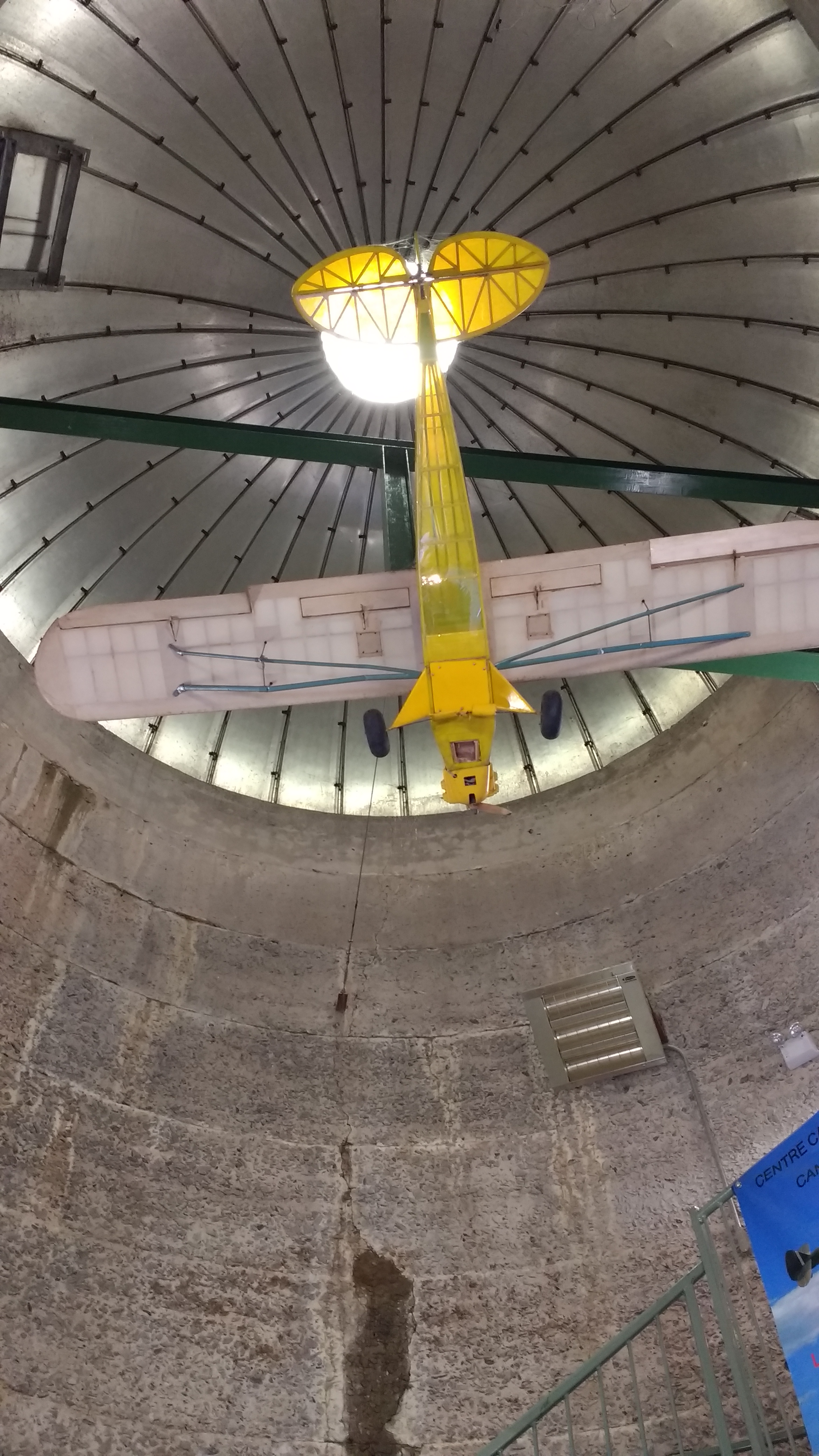
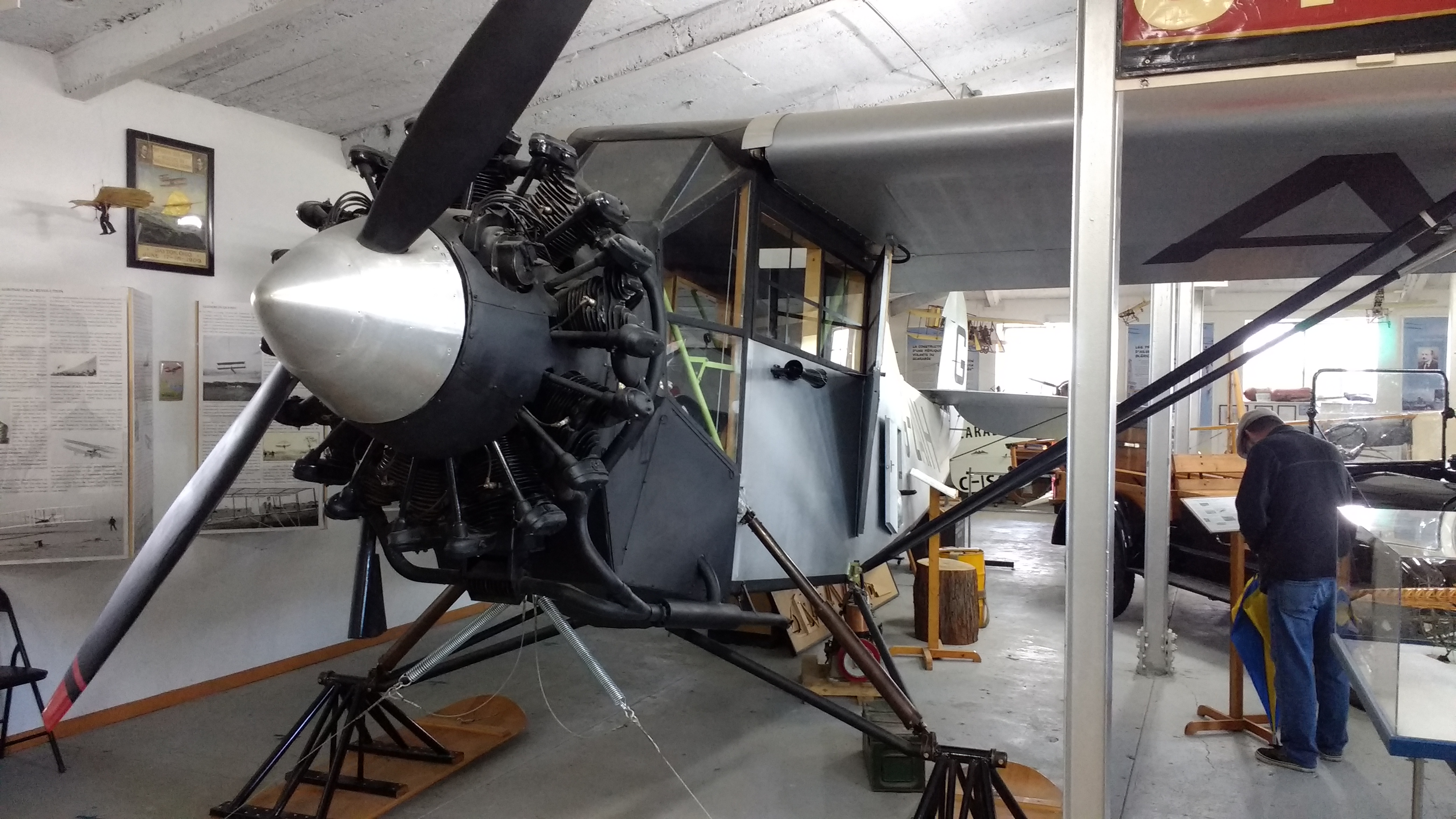
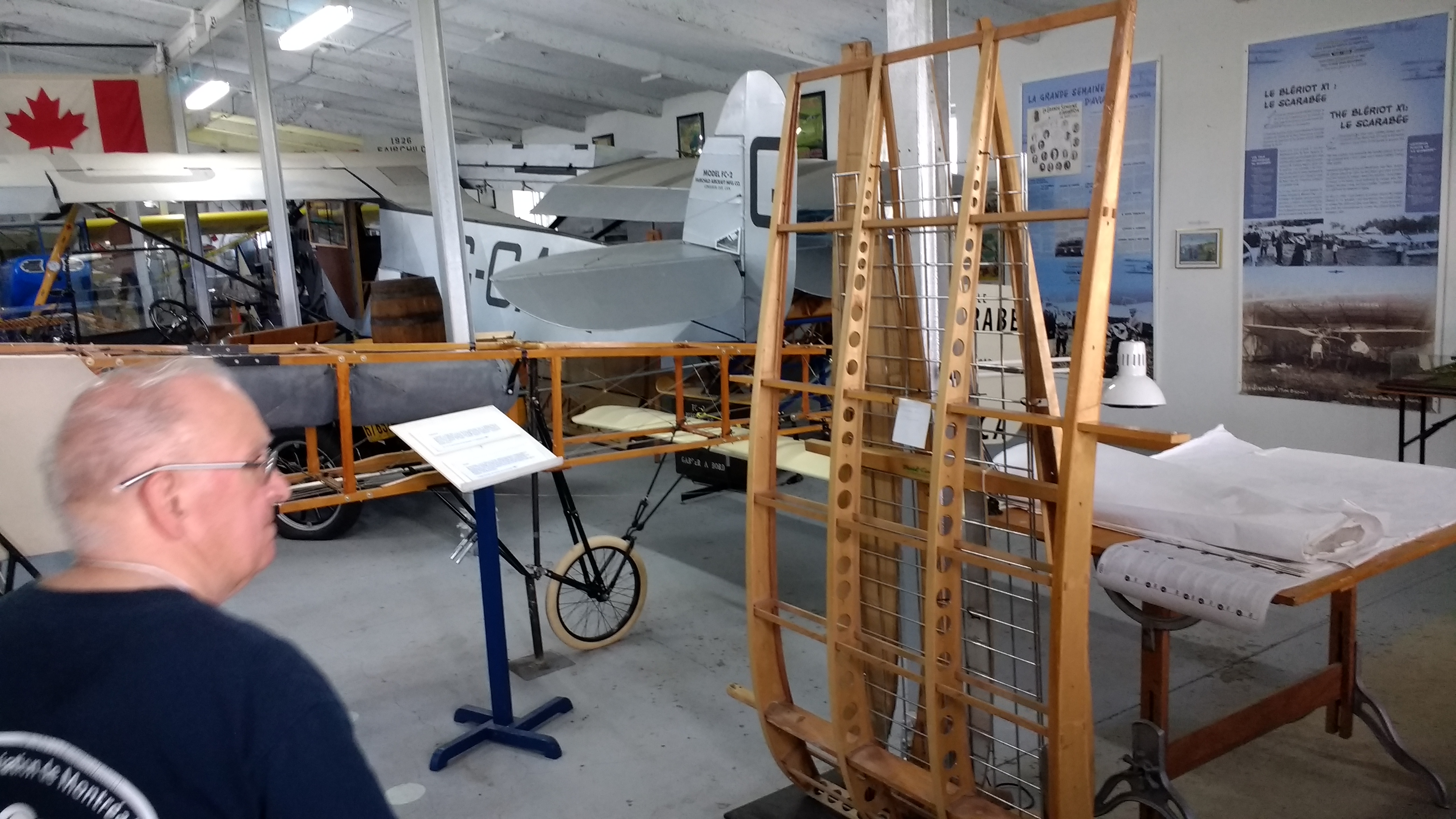
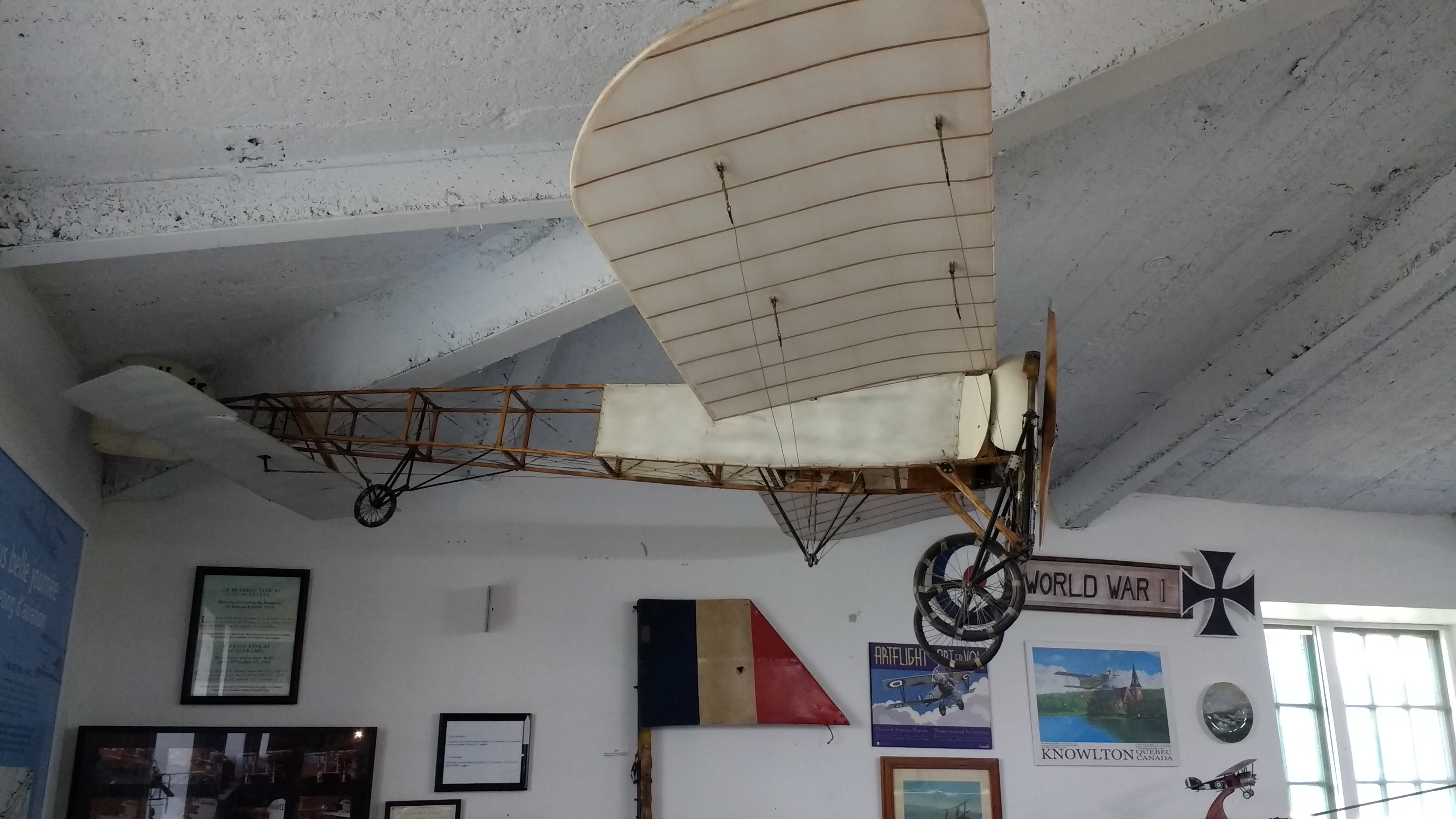
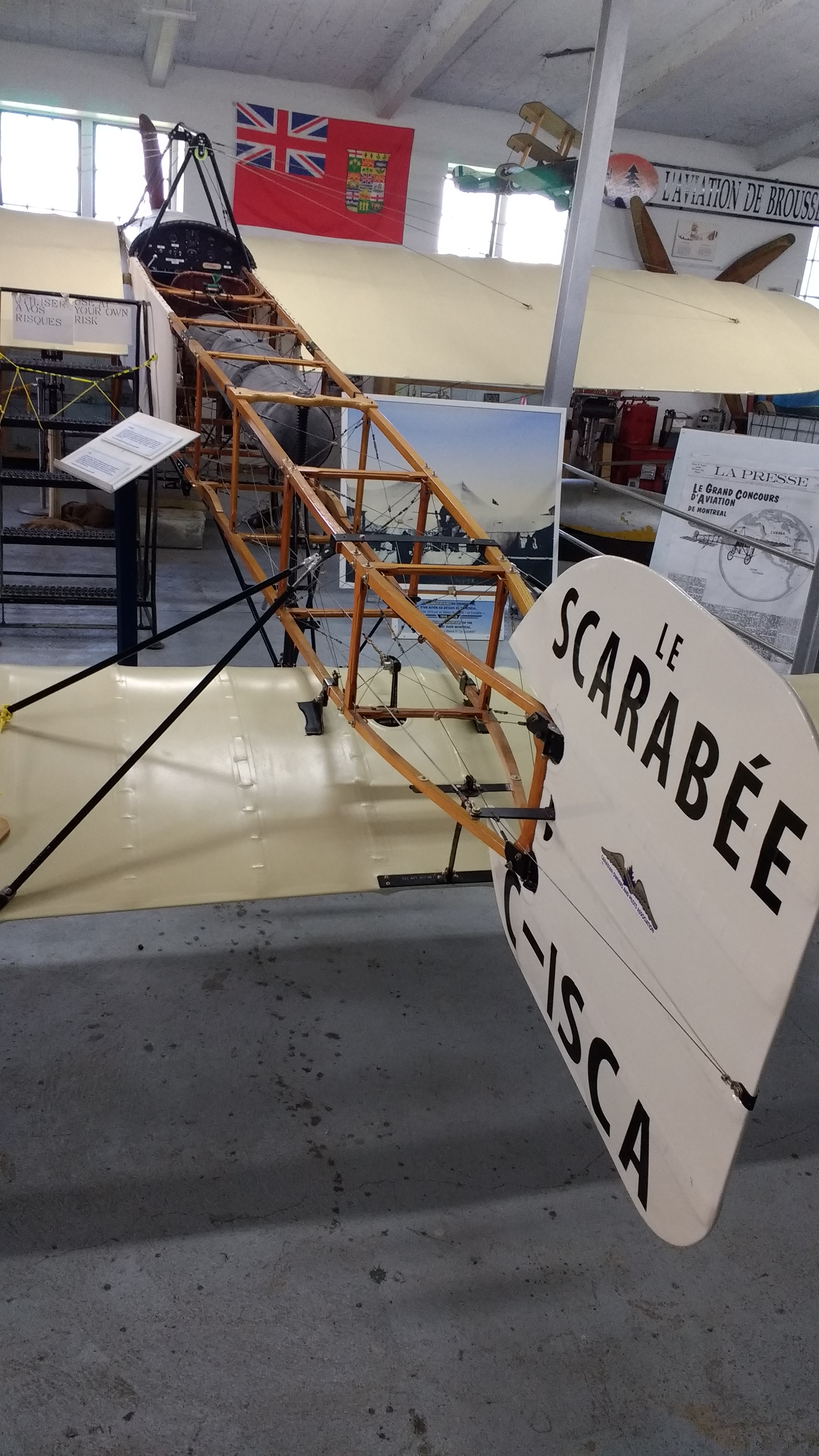
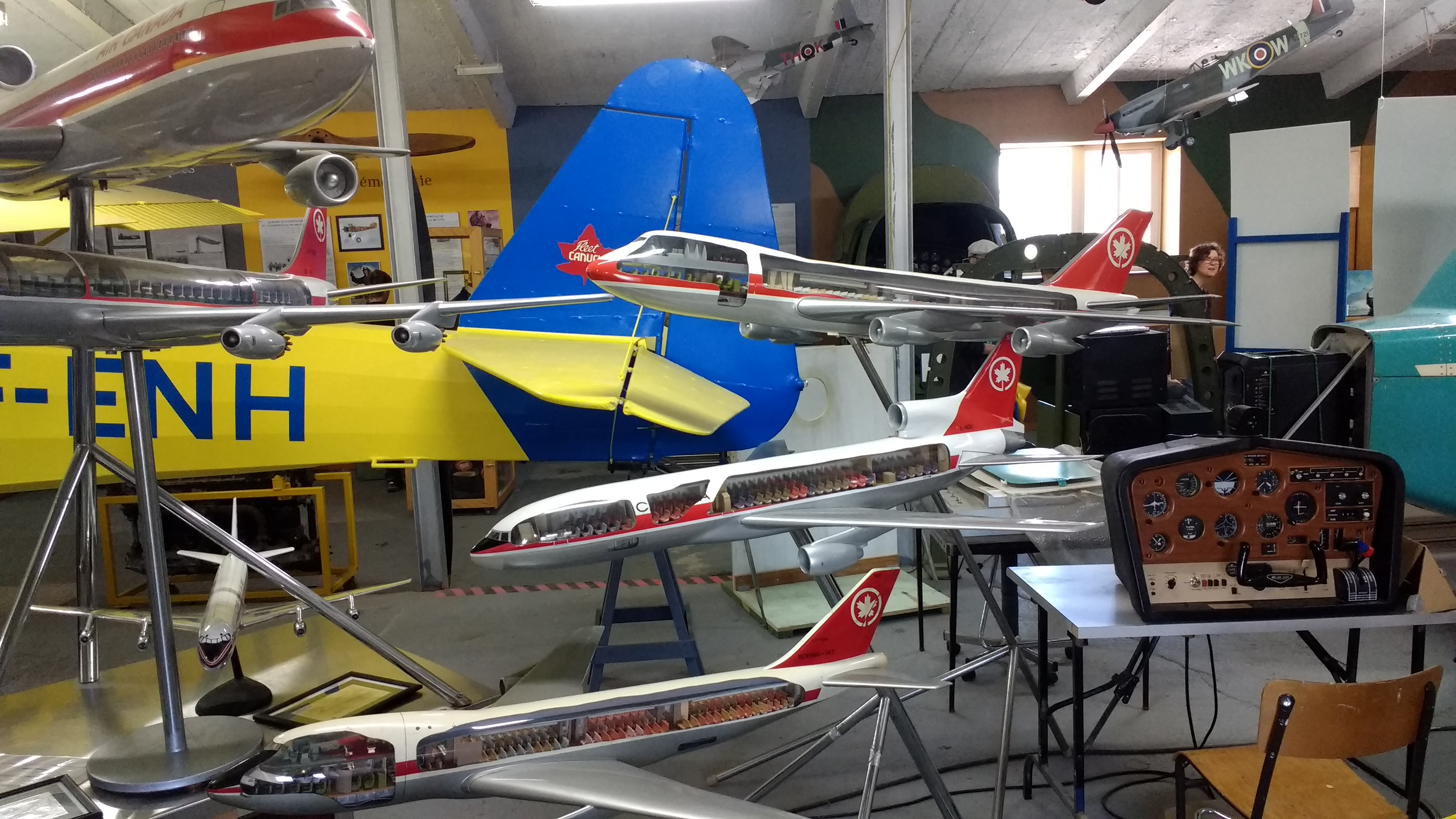

## Експонати музею
- Blériot XI[2]
- Fairchild Bolingbroke Mk IV
- Fairchild FC-2
- Fleet Canuck
- Curtiss-Reid Rambler

- Fairchild Bolingbroke Mk IV
- Noorduyn Norseman